# Phonak (wielerploeg)
Phonak Hearing Systems, meestal afgekort tot Phonak, was een Zwitserse wielerploeg, gesponsord door het bedrijf Phonak dat voornamelijk gehoorapparaten maakt. De ploeg maakte van 2000 tot 2006 deel uit van het peloton, maar was pas in de laatste jaren uitgegroeid tot een belangrijke ploeg met een vrij beperkte Zwitserse inbreng. In 2004 deed Phonak voor het eerst mee aan de Ronde van Frankrijk.

## 2005
Phonak werd in 2005 aanvankelijk niet toegelaten tot de UCI ProTour, vanwege dopingaffaires rond haar renners Tyler Hamilton, Oscar Camenzind en Santiago Pérez, die op dat moment overigens al waren ontslagen. De ploeg ging echter in beroep bij het Internationaal sporttribunaal in Lausanne dat besloot dat er geen goede grond was om de ploeg niet toe te laten. De Internationale Wielerunie legde zich bij deze uitspraak neer.

## 2006
De belangrijkste renner in de ploeg was ongetwijfeld de Amerikaan Floyd Landis. Hij reed een legendarische Ronde van Frankrijk in 2006. Nadat hij de gele trui had veroverd, kreeg hij een enorme inzinking in de 16e etappe, de tweede Alpenrit. Vervolgens viel hij op magistrale wijze terug aan in de 17e etappe, de laatste bergetappe over onder meer de Col de la Colombière en de Joux-Plane. Uiteindelijk wist Landis de Tourzege op de voorlaatste dag tijdens de tijdrit definitief naar zich toe te trekken. Achteraf werd Landis' tourzege geschrapt omdat hij na zijn merkwaardige comeback in de 17e etappe op een verhoogde hoeveelheid testosteron werd betrapt. Hierop werd Landis door Phonak ontslagen. Door de dopingperikelen lukte het niet om een nieuwe geldschieter te vinden en eind 2006 hield de ploeg op te bestaan.

## Grote rondes
| Jaar | Ronde van Italië                              | Ronde van Italië              | Ronde van Frankrijk               | Ronde van Frankrijk | Ronde van Spanje    | Ronde van Spanje                                                            |
| Jaar | hoogste klassering                            | etappewinst                   | hoogste klassering                | etappewinst         | hoogste klassering  | etappewinst                                                                 |
| ---- | --------------------------------------------- | ----------------------------- | --------------------------------- | ------------------- | ------------------- | --------------------------------------------------------------------------- |
| 2002 | 11e Óscar Pereiro Massimo Strazzer            | Proloog Juan Carlos Domínguez | geen deelname                     | geen deelname       | 30e Óscar Pereiro   |                                                                             |
| 2003 | geen deelname                                 | geen deelname                 | geen deelname                     | geen deelname       | 17e Óscar Pereiro   |                                                                             |
| 2004 | 9e Tadej Valjavec                             |                               | 10e Óscar Pereiro                 |                     | 2e Santiago Pérez   | 8e Tyler Hamilton 14e, 15e en 21e Santiago Pérez 20e José Enrique Gutiérrez |
| 2005 | 15e Tadej Valjavec                            |                               | 9e Floyd Landis 10e Óscar Pereiro | 16e Óscar Pereiro   | 25e Óscar Pereiro   |                                                                             |
| 2006 | 2e José Enrique Gutiérrez 9e Víctor Hugo Peña |                               | Floyd Landis 31e Axel Merckx      | 17e Floyd Landis    | 73e Florian Stalder |                                                                             |